# 바라딜리
바라딜리(Baradili, 사르데냐어: Bobadri)는 이탈리아 사르데냐 주 오리스타노도에 있는 코무네 (지자체)로, 칼리아리에서 북서쪽으로 약 60 킬로미터 (37 mi), 오리스타노에서 남동쪽으로 약 35 킬로미터 (22 mi) 떨어져 있다.
바라딜리는 다음 지자체들과 접해 있다: 바레사, 제누리, 곤노스노, 시니, 투리, 우사라마나.